# Uganda na World Games 2017
Ugandę na World Games 2017 reprezentowało 2 zawodników. Żaden nie zdobył medalu. 

## Reprezentanci

### Mężczyźni
| Zawodnik     | Konkurencja         | Kategoria     | Poz. |
| ------------ | ------------------- | ------------- | ---- |
| Arnold Omony | Ergometr wioślarski | dystans 2000m | 11.  |

### Kobiety
| Zawodniczka          | Konkurencja         | Kategoria     | Pozycja         |
| -------------------- | ------------------- | ------------- | --------------- |
| Betty Nabifo Belinda | Ergometr wioślarski | dystans 2000m | Dyskwalifikacja |